# 10 Gigabit Ethernet

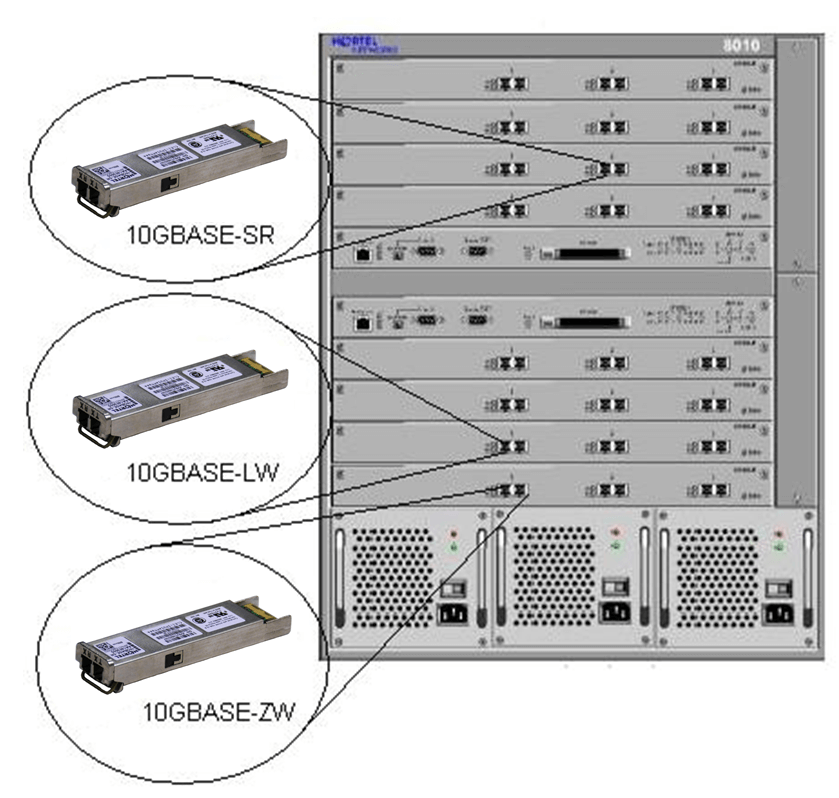
Routeur avec des interfaces 10 gigabit Ethernet et trois types de module physique

10 Gigabit Ethernet est une expression utilisée pour désigner différentes techniques utilisées pour implémenter le standard IEEE 802.3 (Ethernet) à des débits compris entre 1000 et 10 000 Mbit/s. Ces techniques fondées sur des standards de câblage reposent sur des liaisons filaires à fibre optique ou à paire torsadée. Les standards de câblage sont définis dans les normes suivantes :
- clauses 44 à 54 du groupe de normes IEEE 802.3.
- IEEE 802.3ae.
- IEEE 802.3ak.
- IEEE 802.3an.
- IEEE 802.3ap.
- IEEE 802.3aq.